# Załawie (Biecz)
Załawie – część miasta Biecz, położona na południu miasta, nad Ropą, w rejonie ulicy Załawie.
Dawniej samodzielna wieś i gmina jednostkowa.